# 塞瓦斯托波尔鼠疫起义
塞瓦斯托波尔鼠疫起义是1830年，塞瓦斯托波爾出現了据称是鼠疫的传染病疫情（后确证实为霍亂疫情），由于当局在城中的抗疫、隔离措施过于严苛，導致當地的居民出現暴動。

## 封鎖
1828年，俄罗斯帝国南方爆发鼠疫。尽管塞瓦斯托波尔并未出现疫情，但当局还是下达隔离命令。
1828年5月，当局在塞瓦斯托波尔城周围建立隔离警戒线，进出城的所有车辆、人员都必须通过一座安全檢查站。1829年夏，隔离政策变得更加严格，所有进城者都必须先在隔离区呆2-3周。一切疑似染病者都被单独隔离。当地农民因此便不再向城里运货。口粮短缺问题随之出现，负责控制隔离的官员们还囤积了货品，令问题更加严重。
城内货物不足且质量低下，城中人口的患病和死亡人数因此上升。
问题之严峻迫使俄羅斯帝國当局组建调查委员会，很快便查出了大量权力滥用行为，但没有官员因此受到惩处，委员会于同年11月解散。

## 暴動
1830年3月，隔离政策变得更加严格：全城居民通通不准离家。该禁令于5月取消，但在较为贫穷的一個街区，居民们被要求再隔离7天，这7天过去后，他们又接到了再隔离2周的命令。这令当地居民忍无可忍，他们那些住在其他街区的亲属们亦同样愤慨，尽管有軍官和宗教人员一再强调规章制度，但居民们依然拒绝服从。
负责执行隔离的是步兵，居民们开始策划武装反抗，负责领导的是他们中的退伍军人。步兵中有很多人都同情居民。双方没有爆发武装对峙。
6月3日，塞瓦斯托波尔军事总督将部队派上街道，在总督公馆周围也部署了官兵。这进一步激怒了居民们，一群愤怒的群眾随后冲入总督官邸，杀死了塞瓦斯托波尔军事总督。
群眾得到了被派去执行隔离政策的守军的支持，有些士兵扯断了围在街区周围的隔离警戒线。群眾和士兵们一共控制城市达22小时，在此期间，他们命令防疫官员们签署文件，承认城中没有疫情。
次日，新總督签发政令，结束隔离。
後來俄羅斯帝國派出軍隊控制塞瓦斯托波爾。新俄羅斯总督米哈伊爾·謝苗諾維奇·沃龍佐夫组建了委员会，处理了大约6000人，其中7人因带头暴動而被处决，约1000名居民和水兵被判重劳役。约4200名平民被驱逐到其他城市。军官们也受到纪律处分。